# Biton bernardi
Espèce
Synonymes
- Daesia bernardi Pocock, 1900

Biton bernardi est une espèce de solifuges de la famille des Daesiidae.

## Distribution
Cette espèce est endémique d'Afrique du Sud.

## Description
Le mâle décrit par Roewer en 1933 mesure 13 mm et la femelle 13 mm.

## Étymologie
Cette espèce est nommée en l'honneur de H. M. Bernard.

## Publication originale
- Pocock, 1900 : Some new Arachnida from Cape Colony. Annals and Magazine of Natural History, sér. 7, vol. 6, p. 316-333 (texte intégral).